# Ganga (chant)
Pour les articles homonymes, voir Ganga.
La ganga est un type de chant rural de la Croatie et de la Bosnie-Herzégovine. Elle est caractérisée par un chanteur unique accompagné par un chœur dans ce qui peut être décrit comme une complainte. C'est une forme assez particulière de chant qui souffre d'un manque de popularité. Toutefois, quelques chanteurs populaires croates l'utilisent dans leurs créations.
La ganga est traditionnellement chantée par des bergers entre les vallées comme moyen de communication longue distance.